# Leptogaster eudicrana
Leptogaster eudicrana är en tvåvingeart som beskrevs av Friedrich Hermann Loew 1874. Leptogaster eudicrana ingår i släktet Leptogaster och familjen rovflugor. Inga underarter finns listade i Catalogue of Life.